# مؤشر عالمي

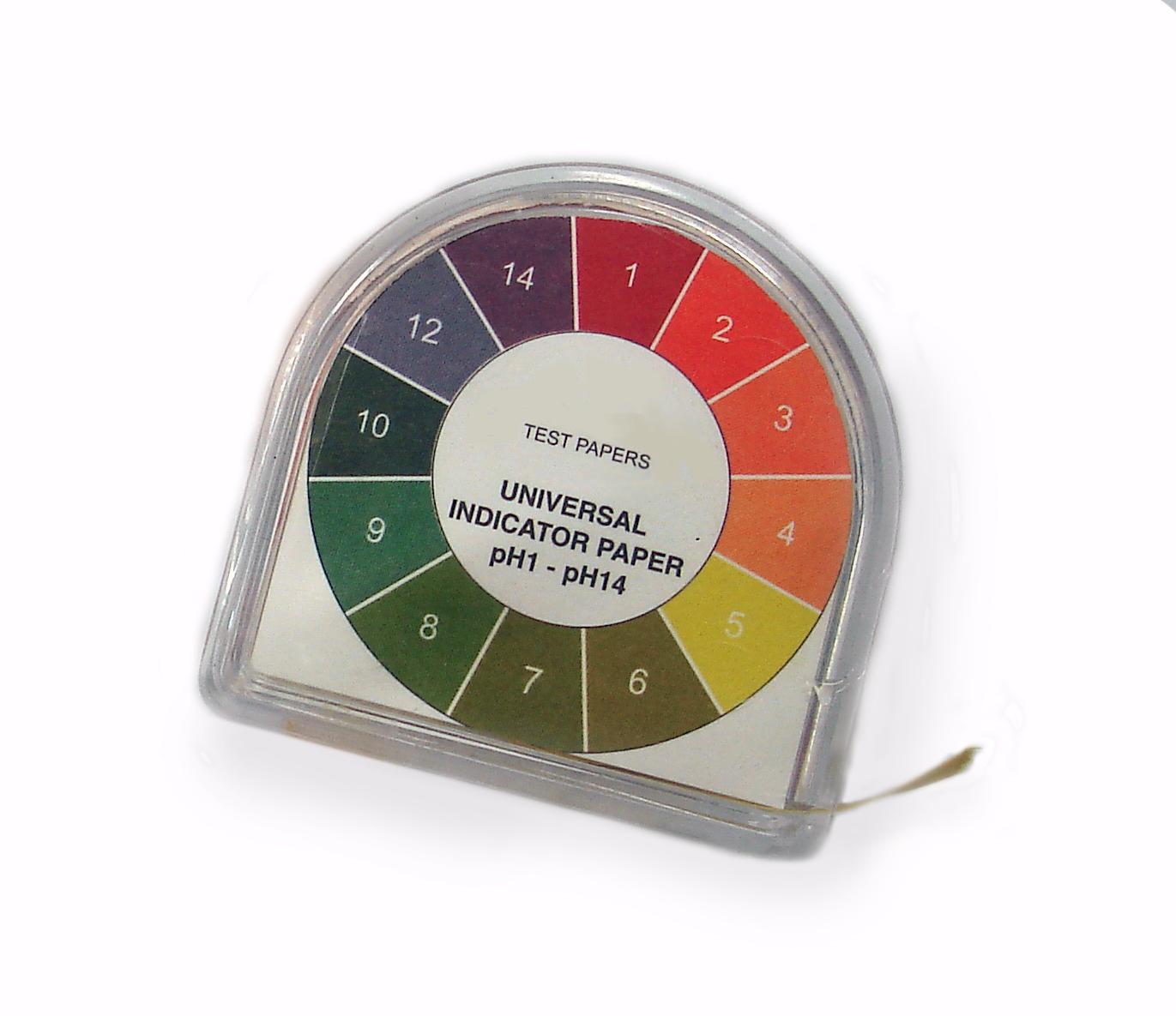
لفة من ورق المؤشر العالمي

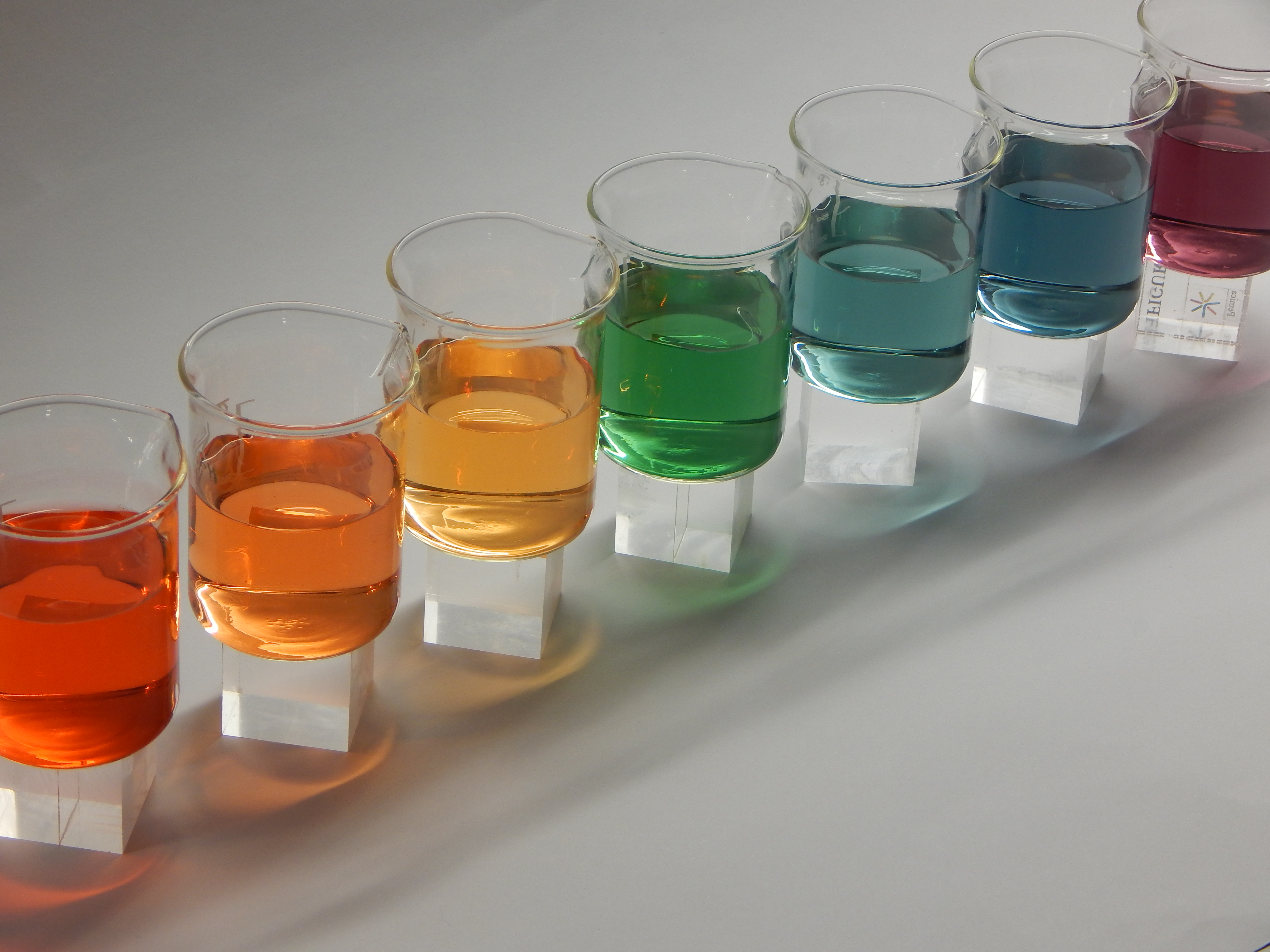
ألوان المؤشر العالمي

المؤشر العالمي أو مُشْعِر عام أو كاشف عام هو مؤشر للأس الهيدروجيني مصنوع من محلول مكون من عدة مركبات تظهر تغيرات لونية ناعمة مختلفة على نطاق واسع من قيم الأس الهيدروجيني للإشارة إلى حموضة أو قلوية المحاليل. يمكن أن يكون المؤشر العالمي بشكل ورقي.

## تاريخ
على الرغم من وجود العديد من مؤشرات الأس الهيدروجيني العالمية المتاحة تجاريًا، إلا أن معظمها عبارة عن صيغة مختلفة حصل عليها يامادا ببراءة اختراع في عام 1933.
| مجال الأس الهيدروجيني | وصف         | لون                |
| --------------------- | ----------- | ------------------ |
| < 3                   | حمض قوي     | أحمر               |
| 3 - 6                 | حمض ضعيف    | برتقالي أو أصفر    |
| 7                     | طبيعي       | أخضر               |
| 8 - 11                | قلوي ضعيف   | أزرق               |
| > 11                  | قلويات قوية | النيلي أو البنفسجي |

تشير الألوان من الأصفر إلى الأحمر إلى محلول حمضي، وتشير الألوان من الأزرق إلى البنفسجي إلى محلول قلوي ويشير اللون الأخضر إلى أن المحلول متعادل.